# Schwaben (navire, 1937)
Le Schwaben est un navire de croisière allemand sur le lac de Constance appartenant au Bodensee-Schiffsbetriebe (de), classé monument historique en 2014.

## Histoire
Le premier bateau à moteur à trois ponts construit est considéré comme le sister-ship du Karlsruhe (de), entré en service le 28 avril de la même année et qui ne remplace pas le Königin Charlotte (de), comme initialement prévu, mais le König Wilhelm (de). La mise en service le 8 mai 1937 à Friedrichshafen a lieu sans grande célébration, car le zeppelin Hindenburg s'était écrasé deux jours plus tôt.
Pendant la Seconde Guerre mondiale, le navire est transféré à la Kriegsmarine en 1943 et transféré à Langenargen pour tester des appareils d'écoute sous-marine. Après la guerre, le Schwaben est confisqué par les forces d'occupation françaises et rebaptisé Saint-Corentin.
Après sa sortie en 1949, le navire est de nouveau utilisé pour des services réguliers et pour des voyages spéciaux sous son ancien nom. Au cours des mois d'hiver 1979-1980, un nouveau salon-café est construit dans la moitié avant du pont supérieur. En 2006, Lindau est le nouveau port d'opération du Schwaben. En 2017, il est transféré à Constance à la place du München.
De 1996 à 2014, le Schwaben est transformé en Torture Ship, une fête BDSM et fétichiste.
Le 4 juin 2014, le Schwaben est classé monument historique avec trois autres navires. L'Office national pour la préservation des monuments du conseil régional de Tübingen justifie sa décision par le concept technique et créative moderne des années 1930. Il s'agit notamment de la "poupe Voith-Bodan", qui est coordonnée avec la propulsion Voith-Schneider, et de la « structure en béton des navires à trois ponts, qui fait ressortir les structures de pont dans la vue latérale et intègre le pont principal dans la silhouette, presque un symbole de la navigation moderne sur le lac de Constance ». Au cours de l'hiver 2017-2018, l'intérieur du Schwaben est entièrement repensé dans le style Art déco des années 1930, dans lequel le navire fut construit. Le BSB a l'intention de l'utiliser comme navire régulier sur la ligne Friedrichshafen–Bregenz et comme navire spécial pour les tournées et espère que la nouvelle conception aura un effet de promotion des ventes.

## Technique
Comme tous les grands navires du lac de Constance de cette génération, le Schwaben est équipé de la propulsion Voith-Schneider. De 1968 à 2019, le Schwaben est propulsé par deux moteurs diesel huit cylindres RHS 435 A de Motorenwerke Mannheim d'une puissance standard de 2 × 400 ch. Après une panne moteur en juillet 2019, deux moteurs diesel V8 de type DI 16-070 M, chacun développant 405 kW (551 ch), sont installés par Scania au cours de l'hiver 2019-2020. Cela devrait réduire la consommation de carburant de 20% et les émissions de poussière de 90%.